# ESG (バンド)
ESG (イー・エスー・ジー) は、1980年代前半アメリカ・ニューヨークでの活躍でしられるバンド。ヒップホップ、ディスコ、ポストパンク、ダンス・パンクなどの音楽に影響を与えた。

## 概要
1978年、ニューヨークで結成され99 Recordsの看板バンドとして活動していた。「UFO」「MOODY」など数々の名曲を生み出し、活動終了後も多くの楽曲がサンプリング・ソースとして使用され今もなお再評価され続けているアーティストである。

## メンバー
- Marie Scroggins
- Renee Scroggins
- Valerie Scroggins
- Deborah Scroggins
- Nicole Scroggins
- Chistelle Scroggins
- Leroy Glover
- Tito Libran
- David Miles

## ディスコグラフィ
スタジオ・アルバム 
- Come Away with ESG (1983年)
- ESG (1991年)
- Step Off (2002年)
- Keep on Moving (2006年)